# クワラ州

クワラ州
Kwara State州の愛称: 調和の州

クワラ州 (クワラしゅう、英語：Kwara State) はナイジェリア西部の州でミドル・ベルトと呼ばれる地域の南西部である。
州都はイロリン。
知事はブコラ・サラキ。
1967年にヤクブ・ゴウォン将軍により旧北部州が分割された際にイロリン県及びカッバ県から創設された。
当初の名前は西部中央州であったが、ニジェール川の地域名に因みクワラ州とされた。
イロリンはラゴスの北北東306km、アブジャの西南西500kmである。
2005年の人口は約259.2万人。

## 歴史
クワラ州はエシエ文化の栄えた地で、オヨ王国の影響下に置かれ、のちヌペ王国が栄えた。1967年に当時の4州から12州に移行した際に設置され、当時はニジェール川南岸からベヌエ川との合流点の対岸までを含んだ東西に伸びた領域だった。ビアフラ戦争後の1976年2月13日にイガラ族の住むニジール川以東のイダー/デキナがベヌエ＝高原州の南部から分割されたベヌエ州に移管された。1991年8月27日には東部のオイ、ヤグバ、オケネ、オケヒ、コギとベヌエ州西部からコギ州が設置され、ボルグが北のナイジャ州に移管された。南にエキティ州、オスン州、オヨ州と接し西はベナンのボルグ県である。

### 観光

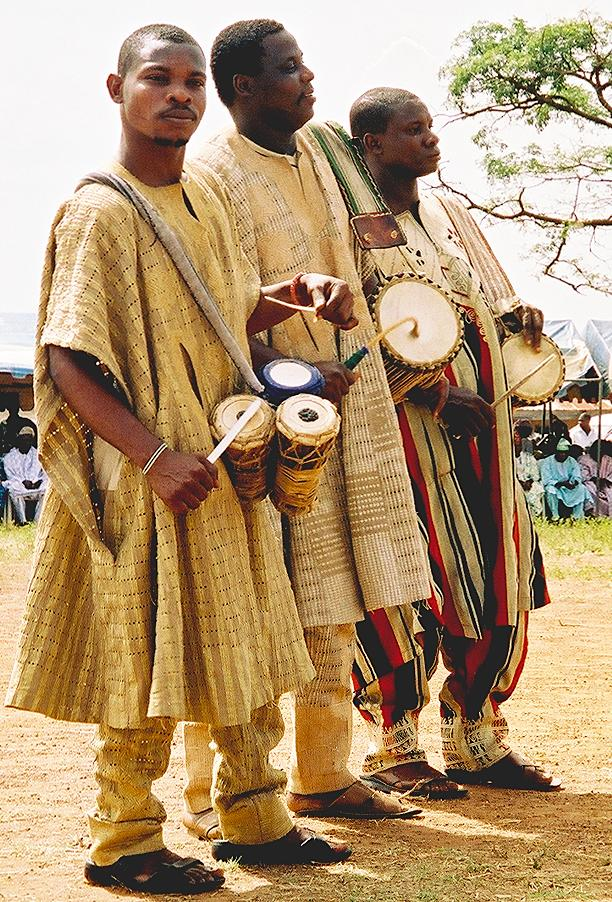
オジュモ・オロ村の太鼓奏者

クワラ州にはエシエ美術館、オウ滝、イモレボジャ石室、オグンジョコロ、カインジ湖国立公園などがある。

## 地方行政区
1991年以降のクワラ州には16の地方行政区 (Local Government Area, LGA) が置かれている。
| - アサ - バルテン - エドゥ - エキティ | - イフェロドゥン - 東イロリン - 南イロリン - 西イロリン | - イレポドゥン - イシン - カイアマ - モロ | - オッファ - オケ＝エロ - オイウン - パティギ |

## 交通
ナイジェリア鉄道公社のラゴスからの路線がイバダンを経てイロリンを通る。イロリン空港は国際線も発着し、貨物便のハブ空港化を目差して拡張中である。

## 住民
西部にバリバ族、中北部にブッサ族、東部にヌペ族、それ以外はヨルバ族が多い。

## 農業
綿花、ココア、コーヒー、コーラナッツ、タバコ、ゴマ、ヤシが主な換金作物である。農村管理研修所 (ARMTI)、国立農業機械化センター、ニジェール川流域開発機構が何れもイロリンにある。オバフェミアウォロウォ大学の農業調査プロジェクトによる技術指導も行われている。

## 教育
2つの大学と2つの高等専門学校、3つの教育大学がある。

## 著名人
- イブラヒム・アッボーラ・ガンバリ(Ibrahim Agboola Gambari)(1944年～)：国際連合事務総長特別顧問。
- ラシディ・イエキニ(Rashidi Yekini)(1963年～2012年)：元サッカーナイジェリア代表。

## 脚註
1. ↑  Peter P. Ekeh, An Historical Map of Nigeria Showing Twelve Federal States Created by Federal Military Government on the Eve of Civil War (1967), Wilberforce Conference on Nigerian Federalism, Association of Nigerian Scholars for Dialogue, 1997.